# Osman Nuri Topbaş
Osman Nuri Topbaş (né en 1942 dans le district d'Erenköy à Istanbul) est un écrivain turc.

## Biographie
Osman Nuri Topbaş est né à Istanbul d'une famille originaire du district de Kadınhanı dans la province de Konya. Il étudie dans un lycée İmam hatip. Après son service militaire, il travaille dans des communautés religieuses (vakıf) et publie des ouvrages sur la spiritualité.